# Mișcarea Gülen
Fethullah Gülen acordă o importanță deosebită principiului „de trăire pentru ceilalți”, acesta interpretând acest principiu ca fiind o dinamică fundamentală care ar duce la trezirea națiunii. De asemenea, e nevoie de oameni care sunt capabili să implementeze în cadrul unei societăți conștiința responsabilității și grijii față de ceilalți, Fethullah Gülen  numindu-i pe aceștia arhitecți ai sufletului și doctori ai gândirii . 
Printre principiile mișcării Fethullah Gülen, menționate de către Enes Ergene, pot fi amintite: dialogul / toleranța (hosgörü), auto-sacrificiul și altruismul (fedakarlik /feragat), evitarea conflictelor politice și ideologice, acționarea într-un mod pozitiv și armonios, asumarea responsabilitățilorTextul paginii.. 
Un alt simbol legat de funcția educațională și inspirațională a grupului este Isik evi (Casa Luminii). Locurile în care adepții se întâlnesc în mod regulat sunt numite case ale luminii (isik evleri). Ele alcătuiesc miezul întregii rețele. Gülen descrie isik evleri ca pe niște copaci, ale cărui semințe au fost plantate în epoca Profetului Muhammas însuși. El identifică rădăcinile în interiorul Coranului (24/36f), dând, în acest fel, propriei forme de organizare a cemaatului cea mai înaltă virtute. Pentru Gülen, isik evleri reprezintă esența educației islamice prin excelență și sunt văzute a fi bazele activităților educaționale. 
Mișcarea Gulen este cunoscută și sub numele de Hizmet (tradus adesea prin Serviciul) sau Cemaat (adunarea). Nu se cunoaște numărul exact de membri ai grupării (este cea mai numeroasă din Turcia ), însă mișcarea este reprezentată prin instituții educaționale în aproximativ 140 de țări. Referitor la rolul pe care îl are educația, Fethullah Gulen afirmă: „Fiind dată importanța pe care învățatul și predatul o au, trebuie să determinăm ceea ce trebuie învățat, precum și ceea ce trebuie predat, și modul și locul în care trebuie să o facem. Educația este diferită de noțiunea de învățare. Majoritatea oamenilor pot fi învățători, însă numărul educatorilor este drastic limitat”.

### Mișcarea Gülen în România
În România, în ultimii 20 ani s-au creat mai multe școli și universități, fondate de către organizația "Lumina - Instituții de Învățământ" Conform unui articol publicat in Adevarul, Miscarea Gulen a creat licee in peste 140 de tari, banci, companii media. Revista sustine că, Gulen chiar dacă clericul promovează dialogul interconfesional, detractorii îl acuză că urmărește o agendă islamistă secretă, ba mai mult accuza că "Miscarea Gulen este o sectă".  Un indiciu despre promovarea turcismului este dat de specialziarea oficială a Facultății de Limbi Moderne Aplicate din cadrul Universității de Sud-Est Lumina, Specializarea "Engleză-Turcă".

#### Lumina Instituții de Învățământ
Mișcarea Gulenistă s-a extins în România prin organizația "Lumina Instituții de Învățământ". În decurs a 20 de ani, Lumina a creat cel putin 12 unități de învățământ pe teritoriul României. Toate cele 12 unități ale organizației "Lumina Instituții de Învățământ" au fost incluse în lista internațională  care cuprinde liceele Guleniste din întreaga lume   descoperite.
- Școala Spectrum București
- Școala Spectrum Constanța
- Școala Internațională Spectrum Iași
- Școala Internațională Spectrum Cluj
- Școala Internațională Spectrum Timișoara
- Școala Internațională Spectrum Ploiești
- International Computer High School of Bucharest (ICHB) (Liceul Internațional de Informatică București)
- International Computer High School of Constanța  (Liceul Internațional de Informatică Constanța)
- International School of Bucharest
- ISB Early Learning Centre

Fundația Lumina Instituții de Învățământ organizează anual Gala Culturală Româno-Turcă și începând cu anul 2014, Olimpiada Internațională de Limbă și Cultură Turcă. . Conform articolului de pe site-ul Universitatii Lumina, Gala Culturală Româno-Turcă a strâns peste 350 de copii cu vârste cuprinse între 3 și 19 ani, majoritatea din cadrul instituțiilor de învățământ Lumina, care au susținut un spectacol cultural promovând sub formă de dansuri, cântece, poezie și interpretări artistice la instrumente tradițiile turcești și românești.
Majoritatea profesorilor din cadrul "Lumina Instituții de Învățământ" sunt profesori de origine turcă.

#### Firstep - legături Guleniste internaționale
O legătură și o dovadă foarte interesantă care atestă faptul că organizația din România, "Lumina Instituții de Învățământ" este afiliată cu Mișcarea Islamică Gulen este prin organizarea competiției "Firstep" din ultimii 3 ani. Competiția "Firstep" conform articolului de organizație este adresată exclusiv celor 11 școli private fondate de Lumina  deși liceele lor sunt în 5-6 județe diferite care conform site-ului oficial califică elevii care studiază exclusiv la școlile Lumina  la 8 olimpiade internaționale Guleniste . Competiția "Firstep" trimite elevii care studiază exclusiv la unitățile Lumina  la următoarele competiții IYIPO - Georgia, Dreamline - Turkey, INEPO - Turkey, E-Biko - Turkey, INESPO - Amsterdam, I-SWEEEP - Houston, Genius Olympiad - New York, INEPO - EuroAsia Azarbaijan.  Toate cele 8 competiții și olimpiade internaționale menționate anterior sunt considerate Guleniste în presa . Una dintre cele 8 competiții/olimpiade internaționale organizată tot de Mișcarea Gulen, I-SWEEEP în Houston, care a fost anchetată în urmă cu cațiva ani de către FBI  alături de organizația care a creat și organizează în continuare competiția în fiecare an, "Harmony public schools"- o organizație Gulenistă din America care la fel ca și organizația din România "Lumina" a fondat școli și licee particulare turcești și care organizează competiția I-SWEEEP din Houston  unde predau profesori turci și limba turcă este obligatorie. Elevii care studiază la unitățile de învățământ Lumina au numai ei șansa să fie calificați la o olimpiadă internațională care organizatorul (Hamony Public Schools, o organizație islamică care a deschis mai multe unități școlare private pe teritoriul SUA ) a fost anchetat de FBI pentru promovare Salafismul extrem.  

#### Infomatrix - competiție de proiecte informatice organizată de mai mult de 10 ani în România
De regula instituțile Guleniste organizează diverse evenimente și competiții școlare pentru a acorda premii între ele și a fi mediatizate în țările respective, una dintre ele fiind competiția internațională organizată de Instituțile Lumina în România de 11 ani numită Infomatrix. Apartenența la mișcarea Gulenistă este redată de către organizatori - care sunt compuși numai din liceele particulare turcești din România sau de Universitatea particulară turcească a Europei de Sud-Est Lumina - toate fiind fondate de organizația care promovează Salafismul extrem în Romania "Lumina Instituții de Învățământ". Conform acestui articol competiția Infomatrix este inclusă și în lista competiților guleniste  care conține competițiile guleniste din întreaga lume - cele știute și care au fost descoperite până la ora actuală.